# Aztec Club of 1847

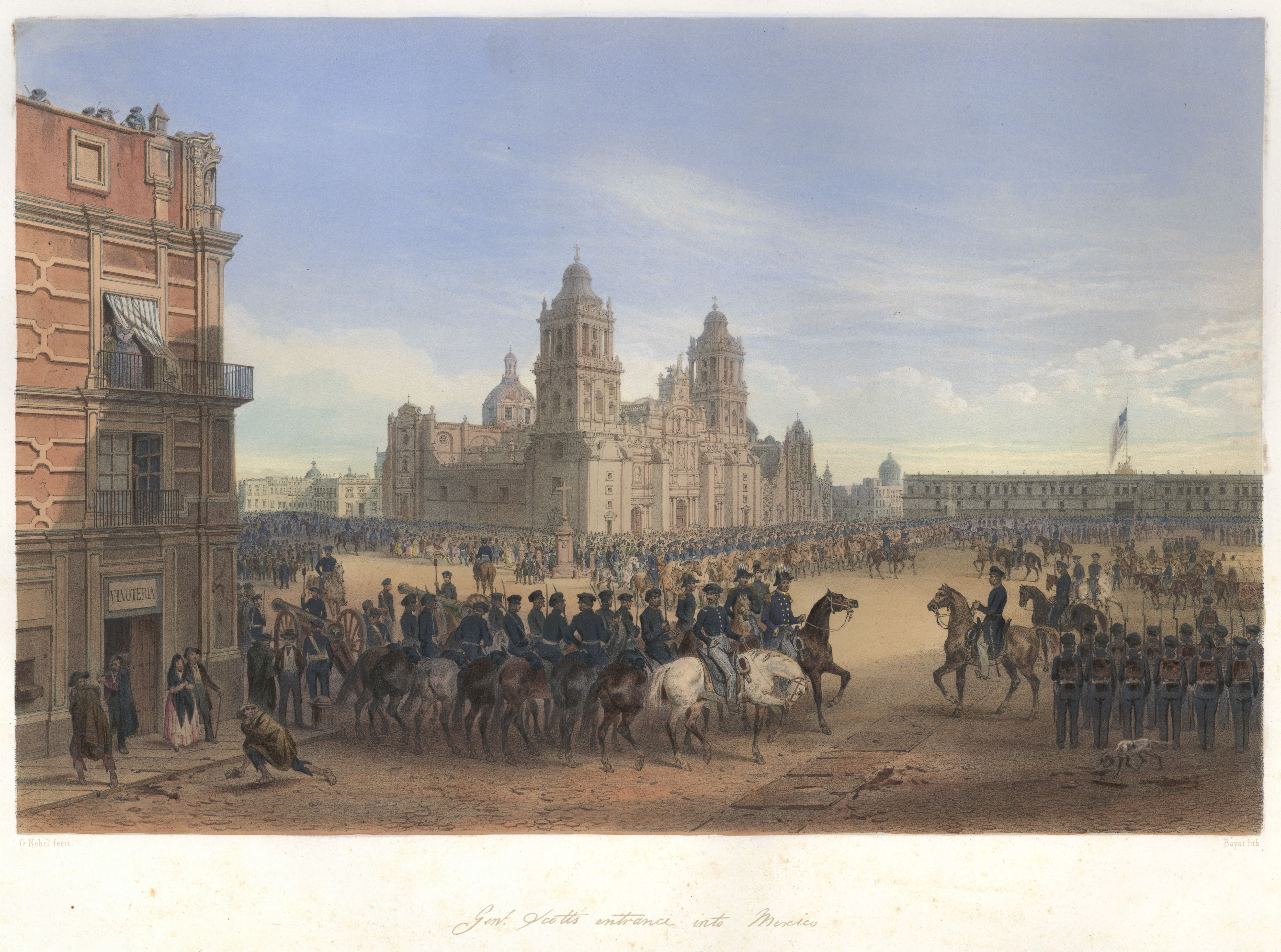
Le Club aztèque d'origine occupait la structure jaune à deux étages située à gauche de la cathédrale métropolitaine que l'on voit sur cette peinture contemporaine de Carl Nebel représentant le général Scott entrant dans Mexico.

L'Aztec Club of 1847 est une société militaire fondée en 1847 par des officiers de l'armée américaine (US Army) ayant participé à la guerre américano-mexicaine. Il s'agit d'une organisation héréditaire, comprenant des membres qui peuvent retracer un lien ancestral direct avec ceux qui étaient initialement éligibles.
À l'instar de la Société des Cincinnati, issue de la classe des officiers de la guerre d'Indépendance américaine, l'Aztec Club est un précurseur des organisations d'anciens combattants telles que la Grande armée de la république (Grand Army of the Republic), l'ordre militaire de la Légion Loyal des États-Unis (Military Order of the Loyal Legion of the United States) et les Anciens combattants confédérés (United Confederate Veterans), que les anciens combattants ont créées après la guerre de Sécession.

## Origines
Après les dernières batailles de la guerre américano-mexicaine, une force assez importante de troupes régulières de l'armée américaine occupa Mexico ; le 13 octobre 1847, une réunion d'officiers se tint dans la ville pour former une organisation sociale afin d'aider à passer le temps confortablement jusqu'à leur retour aux États-Unis,. Les premiers organisateurs étaient Robert C. Buchanan, Henry Coppée, John B. Grayson, John B. Magruder, Franklin Pierce, Charles F. Smith et Charles P. Stone,,.

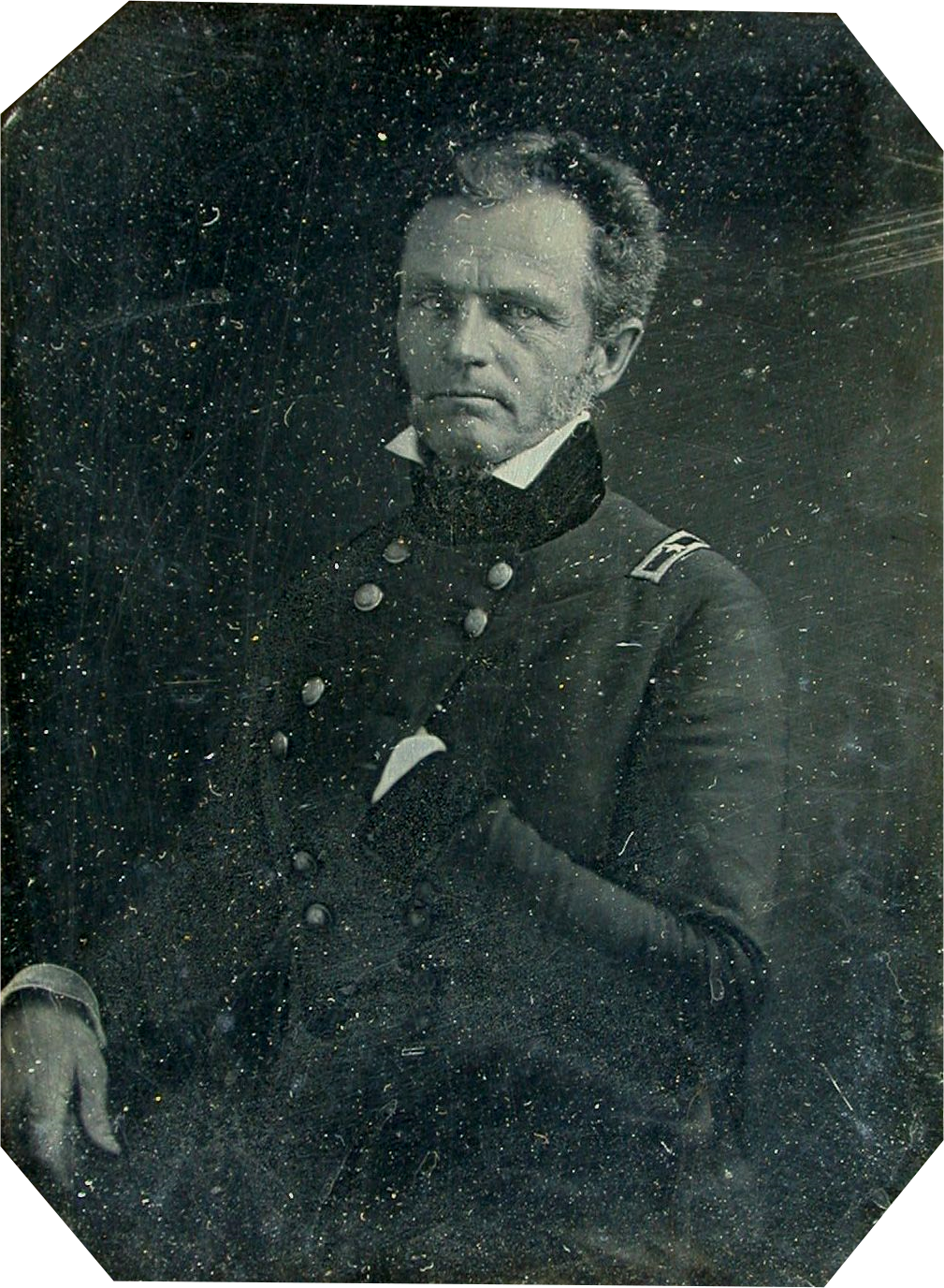
Quitman, vers 1846

Le premier président de l'Aztec Club, élu ce soir-là, est John A. Quitman,. Le Club compte 160 membres au moment où l'armée évacue la ville pour retourner aux États-Unis, dont la plupart des grandes figures de l'armée américaine de la guerre du Mexique et un groupe important dont la renommée viendra une décennie et demie plus tard. L'adhésion était étendue à tous les officiers qui avaient servi dans la campagne à partir de Vera Cruz et jouissait d'un grand prestige non seulement au Mexique mais aussi aux États-Unis. Les fondateurs du Aztec Club cherchaient à imiter la Society of the Cincinnati (Société des Cincinnati), créée en 1783 par des officiers ayant servi dans la guerre d'Indépendance. En effet, nombre d'entre eux étaient des fils ou des petits-fils des premiers membres de la Société des Cincinnati,.
Le site choisi pour son clubhouse est l'ancienne résidence de José María Bocanegra, ministre du Mexique aux États-Unis, un palais du XVIIIe siècle initialement construit pour le vice-roi de la Nouvelle-Espagne, juste à côté de la Plaza de la Constitución, le Zócalo de la ville conquise,,. Le 13 janvier 1848, une constitution officielle du club est adoptée, assortie d'un droit d'entrée de 20 dollars. Le commandant général de l'armée d'occupation, Winfield Scott, est élu membre honoraire,.
Winfield Scott souhaite récompenser ses officiers et, grâce à des fonds militaires, il engage des locaux pour rénover le vieux bâtiment et le transformer en Aztec Club. Seuls les officiers ayant servi avec lui depuis Veracruz jusqu'à l'occupation de Mexico sont autorisés à fréquenter ce club privé. L'Aztec a connu un succès retentissant auprès des officiers. Il leur permettait d'échapper à la saleté et à la crasse de la ville, ainsi qu'à l'odeur de la mort. Des repas haut de gamme étaient servis et le meilleur whisky était offert à ceux qui buvaient. À l'occasion, des artistes locaux se produisent[16].
« Nous avons un magnifique club house, et c'est pour nous une source de grand plaisir et de confort », écrit George B. McClellan. « Nous nous y rendons et sommes sûrs de n'y rencontrer que des gentlemen »,. L'Aztec Club devient rapidement le lieu incontournable de la ville. Les rangs de l'organisation s'étoffent rapidement, avec notamment William T. Sherman, George C. Meade et le Kentuckien Simon Bolivar Buckner.
« The Club was organized for the purpose of forming a resort for officers, as a promoter of good fellowship, and of furnishing a home where they could pass their leisure hours in social intercourse, and where more palatable and healthful viands could be procured at a reduced price than at the best Fandas of the city. »
— DeLancey Floyd-Jones,

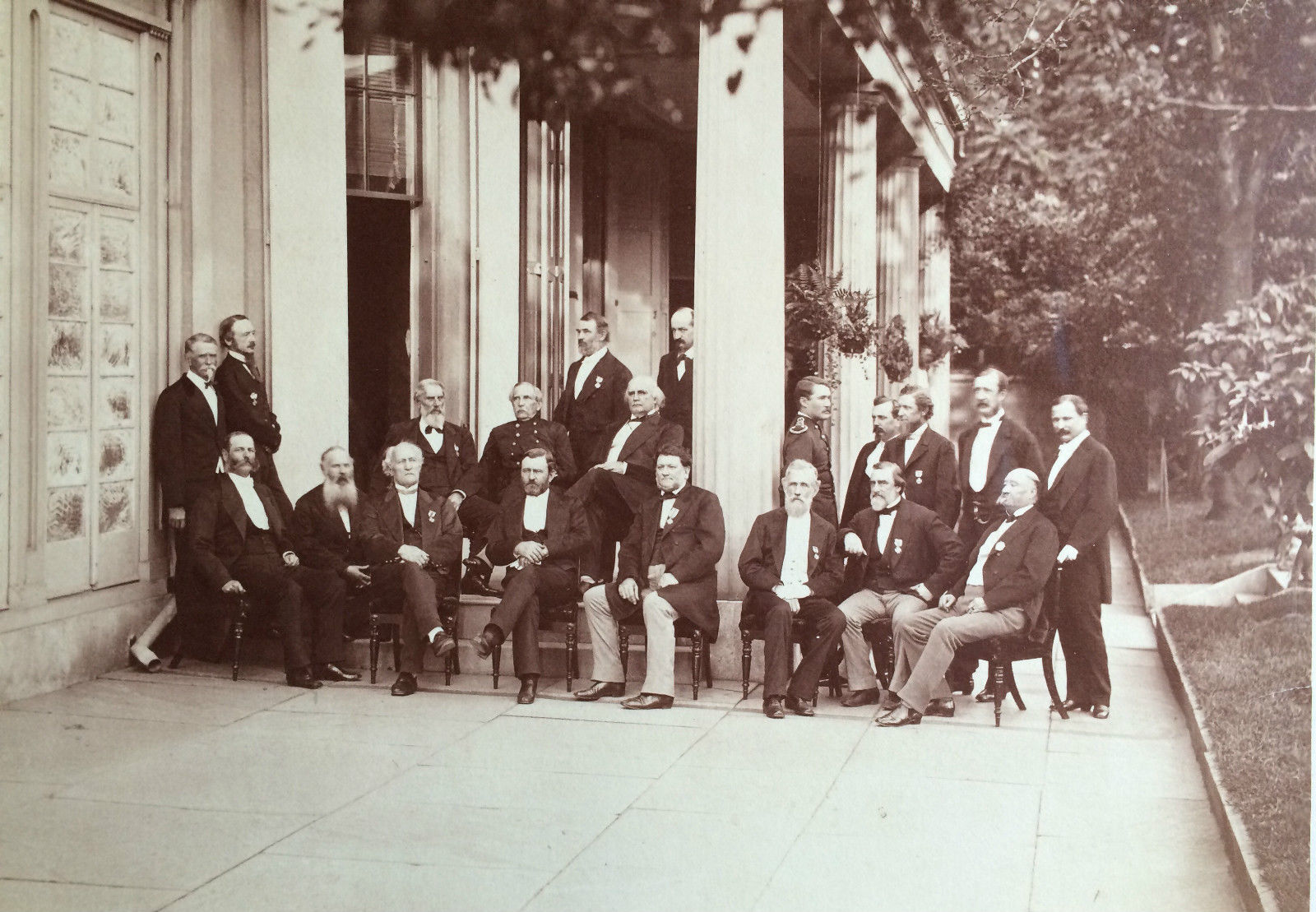
La photographie représentant les membres du Aztec Club et leurs invités a été prise au manoir du général Robert Patterson à Philadelphie lors d'un dîner d'anniversaire du club le 16 septembre 1873. On y voit d'anciens officiers des armées de l'fsiUnion et de la Confédération, de gauche à droite : (assis au premier rang) le général Fitz John Porter, le capitaine Henry Coppee, le général Robert Patterson, le président Ulysses S. Grant, le général George A.H. Blake, le général John G. Barnard (identifié à tort comme I.G. Barnard), le général Oliver L. Shepherd, et le général William H. French ; (deuxième rangée) le gouverneur Milledge L. Bonham, le général John J. Abercrombie, le chirurgien John M. Cuyler, le général T.L. Alexander, le lieutenant-colonel Frederick D. Grant (invité au dîner), le général Orville E. Babcock, le lieutenant-colonel John M. Cuyler, le général T.L. Alexander, le lieutenant-colonel Frederick D. Grant (invité au dîner) et le général William H. French. Orville E. Babcock, le capitaine E.L.F. Hardcastle, le général William F. Barry et le général Cadmus M. Wilcox ; au dernier rang, le colonel Charles I. Biddle, le général Zealous B. Tower et le général Robert E. Patterson.

Des dîners somptueux étaient organisés et presque toutes les personnalités qui avaient visité le Mexique pendant son occupation étaient hébergées au Club. Il devint si populaire qu'une fois qu'il fut en bon état de marche, l'admission fut plutôt difficile. Le bâtiment était situé dans l'une des rues menant à la Calle Plateros, à deux pâtés de maisons de la Grand Plaza, une situation très pratique, et non loin du quartier général du général Scott, commandant en chef.
La Calle Plateros, ou Silversmith Street (qui fait aujourd'hui partie de l'Avenida Francisco I. Madero), était l'une des plus importantes de la ville et, à l'époque, correspondait à la Broadway de New York. Elle comptait plus de belles boutiques que n'importe quelle autre rue du Mexique ; c'était donc la promenade populaire et la rue des voitures, ainsi que le lieu de villégiature des jeunes gens à la mode, qui avaient là l'occasion de rencontrer leurs belles amies. Bon nombre des principaux hôtels et restaurants sont situés sur cette rue et dans son prolongement.
Les réunions, souvent houleuses, se tiennent au Théâtre National, le capitaine John Bankhead Magruder jouant souvent le rôle de maître de cérémonie avant que le corps d'officiers ne quitte Mexico au cours de l'été 1848.

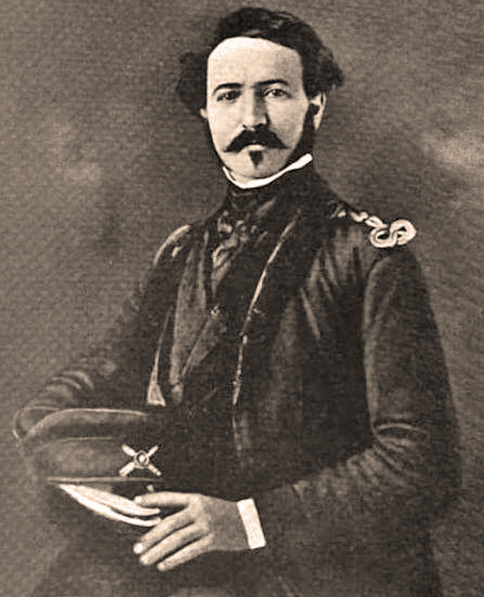
John B. Magruder dans une peinture de 1848.

En mars, la constitution du Aztec Club est imprimée, ainsi qu'une liste des membres originaux, tous les officiers servant dans des unités régulières ou volontaires de l'armée (US Army) ou de la marine américaine (US Navy). Les officiers des milices d'État ne peuvent pas devenir membres. La constitution d'origine stipulait que l'objectif du club était de donner aux membres un endroit où vivre ensemble, dîner ensemble et recevoir leurs invités, permettant ainsi aux membres de mettre en commun leurs ressources lorsqu'ils étaient stationnés dans la ville de Mexico. Lorsqu'il est apparu que l'armée allait bientôt quitter la ville pour rentrer chez elle, les membres se sont réunis le 26 mai 1848 pour décider de l'avenir du club. Bien qu'il n'ait pas été possible de poursuivre l'exploitation des installations physiques du club après leur départ, les membres ont pris les premières mesures pour créer une organisation à perpétuité, en élisant des dirigeants pour un mandat se terminant le 14 septembre 1852, avec l'intention de réunir les membres au plus tard à cette date à l'Académie militaire des États-Unis à West Point, dans l'État de New York. À leur retour aux États-Unis, un diplôme et un sceau de membre furent créés,. Persifor F. Smith fut élu président du club en remplacement de Quitman, qui était déjà retourné à Washington. Grayson fut élu « président suppléant » et « trésorier par intérim ». En juin, le club, composé de 160 membres titulaires et de trois membres honoraires, est déclaré ajourné,,.
Cinq des membres du club sont les candidats de leurs partis respectifs à la présidence des États-Unis : Franklin Pierce, Ulysses S. Grant, Winfield Scott, George B. McClellan et Winfield S. Hancock ; deux d'entre eux sont élus. Deux de ses membres sont candidats à la vice-présidence des États-Unis (John A. Logan et Simon Bolivar Buckner), et un certain nombre d'entre eux deviennent membres du Congrès et hauts fonctionnaires civils et militaires.

## Société militaire
Les membres du Club se sont dispersés au cours des années qui ont suivi la guerre ; en 1852, un groupe de membres s'est réuni à l'Académie militaire des États-Unis et, en leur nom, Fitz-John Porter a écrit une lettre proposant une nouvelle liste de dirigeants, avec Benjamin Huger comme nouveau président du Club,. En novembre 1852, Franklin Pierce a été élu président des États-Unis, le premier des deux membres du Club Aztèque à être élu à ce poste. (Bien que certaines sources indiquent que Zachary Taylor était membre du Aztec Club, son nom ne figure pas sur la liste des 160 membres originaux du club. Cela s'explique par le fait que les premiers membres du Club étaient des officiers en poste à Mexico et que Taylor était en poste dans le nord-est du Mexique. Le Club ne s'est élargi au-delà des 160 membres originaux qu'en 1871, soit 21 ans après la mort de Taylor).
Au milieu des années 1850, des réunions avec d'autres officiers sont organisées en divers endroits, mais en raison de la grande dispersion des membres dans le service militaire, le Club ne se réunit pas dans son ensemble. Les membres animent souvent des réunions de vétérans de la guerre américano-mexicaine. John Quitman assista à de nombreuses réunions de ce type et accueillit d'anciens camarades dans sa plantation de Monmouth à Natchez, dans le Mississippi. Étant donné que la constitution originale du club semblait inadaptée aux besoins d'une telle association, Quitman convoqua une réunion au Delmonico's de New York, le 14 septembre 1855, date du huitième anniversaire de la création du club, afin de former une nouvelle « Montezuma Society » destinée à « ... renouveler et cultiver les anciens combattants de la guerre américano-mexicaine ». Matthew C. Perry, récemment rentré de son voyage au Japon, est élu président de la nouvelle société. En 1859, Perry et Quitman sont tous deux décédés et, avec eux, la Montezuma Society,.

## Société héréditaire

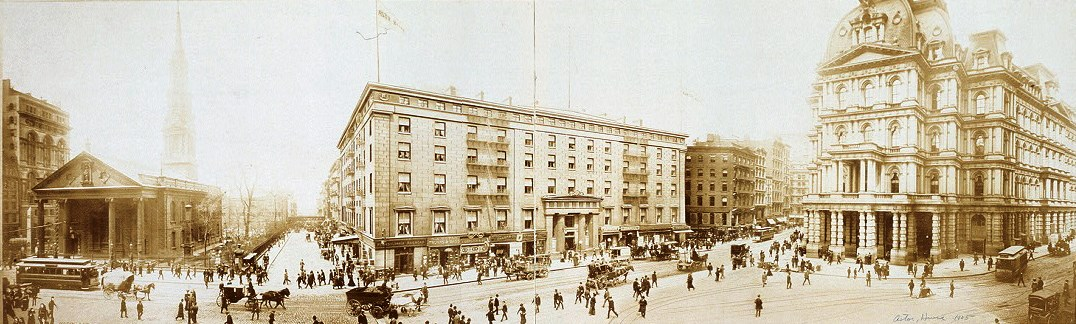
En 1867, Astor House (au centre) à New York a servi de lieu de réunion au Aztec Club.

Le 14 septembre 1867, une réunion du Aztec Club s'est tenue à Astor House, à New York. Robert Patterson, membre fondateur et dernier président de la Montezuma Society, se voit confier la présidence par motion, avec Peter V. Hagner comme trésorier et George Sykes comme secrétaire intérimaire. Lors de cette réunion, des pratiques sont établies pour assurer la pérennité de l'organisation. Les dirigeants sont élus, une réunion annuelle est désignée, une liste des membres est imprimée et des insignes commémoratifs sont commandés, conçus et distribués aux membres et aux familles des 65 membres du club décédés au moment de l'impression. Une pratique est établie selon laquelle les membres élisent le vice-président du club, élevé à son poste lorsque le président décède ou prend sa retraite. Patterson conserve la présidence du club de 1867 à 1881.
En novembre 1868, vingt-et-un ans après la cessation des hostilités à Mexico, Ulysses S. Grant, membre du Aztec Club, est élu président des États-Unis. De nombreuses réunions annuelles du Club se sont tenues dans la maison de Patterson à Philadelphie, en Pennsylvanie, mais, sur l'offre du président Grant, en 1874, la réunion s'est tenue à la Maison-Blanche,. La maison de Patterson était située à l'angle sud-ouest de la 13e rue et de la rue Locust. Après sa mort en 1881, la Historical Society of Pennsylvania (Société historique de Pennsylvanie) achète le manoir pour en faire sa résidence permanente. Le manoir a été démoli entre 1905 et 1909, et un nouveau bâtiment a été inauguré en 1910.
Lors de la réunion annuelle tenue à l'hôtel Bellevue, à Philadelphie, le 14 septembre 1881, Ulysses S. Grant est élu vice-président de l'Aztec Club, annonçant son intention d'en devenir le président.
Après la guerre de Sécession, les membres du Aztec Club ont tenu une série de réunions importantes pour sa survie à long terme, ce qui a permis au Club de passer d'une société purement militaire à une société héréditaire qui existe encore aujourd'hui. Sous la direction de Robert Patterson, le Club a accompli ce que peu de ses contemporains ont fait : la métamorphose réussie d'une société militaire en une société héréditaire. Les changements subtils des critères d'adhésion, de l'admission des personnes ayant servi pendant la guerre sur n'importe quel théâtre (1871) à l'adhésion des successeurs (1875) et, peu après la mort de Patterson, l'admission des fils d'officiers invalides ou tués pendant la guerre du Mexique (1881) ont créé le tissu à partir duquel l'adhésion héréditaire a vu le jour. Le Aztec Club évolua d'une société de camarades militaires à une organisation qui incluait d'abord les fils d'officiers éligibles mais décédés, et finalement (après sa mort) devint une association de descendants lignagers. Les archives du Aztec Club sont conservées au U.S. Army Heritage and Education Center, situé au United States Army War College à Carlisle, en Pennsylvanie.
En 1890, en vertu d'une loi du Congrès (Act of Congress), les membres du Aztec Club et d'autres sociétés militaires fondées par des hommes « qui ont servi dans les armées et les marines des États-Unis pendant la guerre d'Indépendance, la guerre de 1812, la guerre du Mexique et la guerre de Rébellion, respectivement « ont été autorisés à porter l'insigne du club » à toutes les occasions de cérémonies organisées par les officiers et les soldats de l'armée et de la marine des États-Unis qui sont membres de ces organisations de plein droit »,.
Les réunions du Aztec Club de 1847 ont lieu chaque année depuis 1867. Le Aztec Club, qui compte aujourd'hui environ 425 membres, a pour principal objectif de préserver et de diffuser l'histoire de la guerre mexico-américaine.
Pour commémorer son cent cinquantenaire, le matin du 7 octobre 1997, les membres de l'Aztec Club se sont rassemblés à Mexico pour entreprendre un voyage de dix jours en suivant presque à l'envers le chemin que Winfield Scott et ses armées ont mis deux ans à parcourir. L'année précédente, lorsque le président mexicain Ernesto Zedillo a appris l'existence de ce voyage, il a adressé une invitation officielle à l'Aztec Club pour visiter Chapultepec et s'est engagé à assister à un banquet officiel avec les membres,.
Le Aztec Club de 1847 existe encore aujourd'hui, entretenu par les descendants des premiers membres. En 2008, le Aztec Club de 1847 a déposé une demande de protection de son insigne et de son nom, qui a été acceptée par l'Office américain des brevets et des marques (United States Patent and Trademark Office) en 2010. Le Aztec Club de 1847 est une organisation approuvée et répertoriée par la Société héréditaire des États-Unis d'Amérique (Hereditary Society Community of the United States of Americ).

## Source
- (en) Cet article est partiellement ou en totalité issu de l’article de Wikipédia en anglais intitulé « Aztec Club of 1847 » (voir la liste des auteurs).